# Karl Schaden

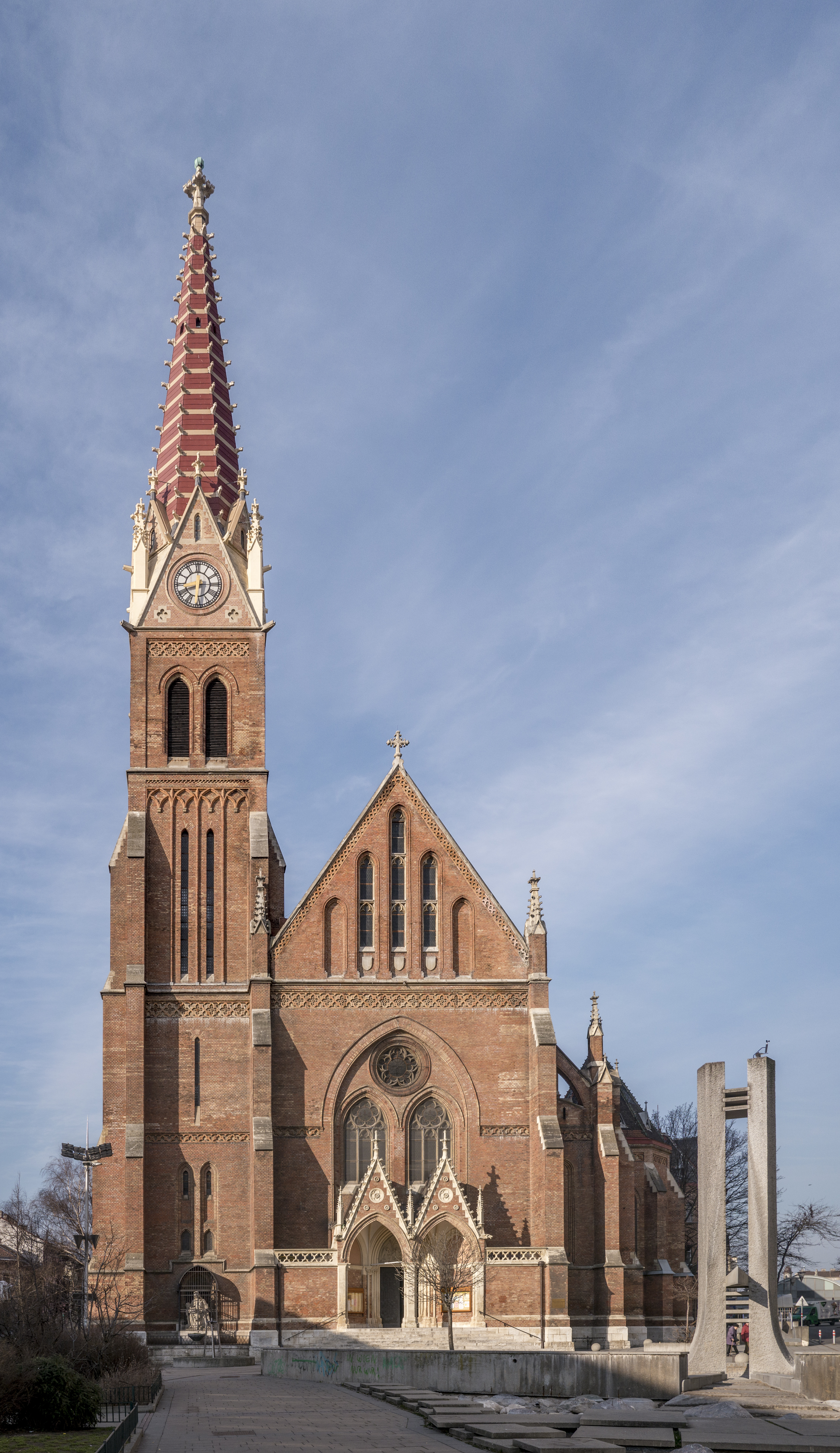
Rudolfsheimer Pfarrkirche

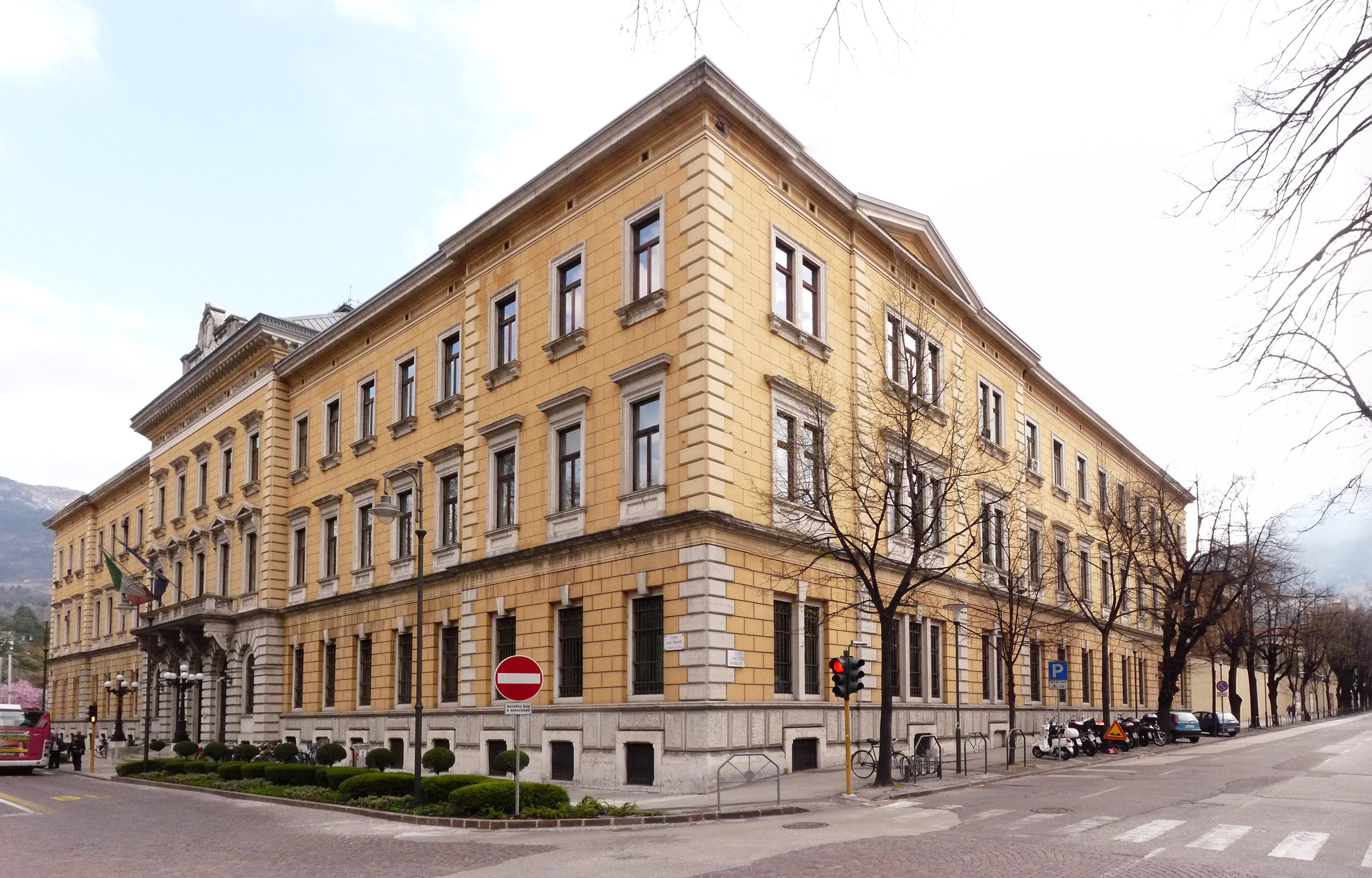
Landesgericht Trient

Karl Schaden (* 22. Juni 1843 in Wien; † 6. Juli 1914 ebenda) war ein österreichischer Architekt.
Schaden war k.k. Ingenieur (1876), Oberingenieur (1886), Baurat (1896) und Oberbaurat (1901). Er war Mitglied in der von Friedrich Schmidt gegründeten „Wiener Bauhütte“.

## Bauten
- (1858–1865)	Bauaufsicht Krankenanstalt Rudolfstiftung, Wien
- (1873–1887)  Bauinspizient für den Neubau des Anatomischen Institutes, Wien
- (1876) Bezirkshauptmannschaft Feldbach (Steiermark)
- (1876) Restaurierung des Königsschlosses Wawel (Krakau)
- (1893–1898) Rudolfsheimer Pfarrkirche Maria Königin der Märtyrer, Wien
- (1903) Pfarrkirche in Fischern bei Karlsbad

ohne Datum:
- Pfarrkirche in Auerschitz und Friedeck
- Restaurierung der griechisch-orientalischen Kirche St. Miroutz, Suczawa
- Gerichts- und Gefangenenhäuser in Trient, Rovereto und Brüx
- Badeanstalt in Franzensbad
- Unfallversicherungsanstalt, Wien
- Gräflich Apponyische Gruftkapelle, Pressburg